# Jedinstven evropski akt
Jedinstven evropski akt je stupio na snagu 1986. godine i ovim aktom je inicirana evropska monetarna i politička unija i razvoj slobodnog unutrašnjeg tržišta, regulisana spoljnopolitička saradnja država članica, proširena isključiva nadležnost EEZ na oblasti, kao što su zaštita životne sredine, istraživačka, tehnološka i regionalna politika i izvršene značajne institucionalne promene (veći uticaj u odlučivanju Evropskog parlamenta i uvođenje kvalifikovane većine kao preovlađujuće u načinu odlučivanja Saveta ministara.